# It's Kind of a Funny Story
It's Kind of a Funny Story er en komedie-drama film fra 2010. Den er skrevet og instrueret af Anna Boden og Ryan Fleck, en tilpasning af Ned Vizzini's roman af samme navn fra 2006. Filmens stjerner er Keir Gilchrist, Zach Galifianakis, Emma Roberts, og Viola Davis. Det blev udgivet i USA den 8. oktober 2010.
Filmen modtog generelt positive anmeldelser.

## Plot
Efter at have overvejet selvmord ved at springe ud fra Brooklyn Bridge, beslutter den 16-årige Craig Gilner, sig for at gå til hospitalet for at søge hjælp. Craig fortæller Dr. Mahmoud, at han har brug for øjeblikkelig hjælp. Dr. Mahmoud registrerer Craig for én uges ophold i hospitalets psykiatriske afdeling. Det afsløres, at Craig har oplevet en masse pres på hans high school, Executive Pre-Professional High School, understreger behovet i en ansøgning om en prestigefyldt sommerskole, hans mangler i skyggen af hans bedste ven, Aaron, som han anser for at være stor på alt, og hans far, der presser ham til at gøre det godt. I første omgang Craig er usikker, om han tog det rigtige valg at bo, hovedsagelig på grund af det faktum, at hans venner kan finde ud af det. Han savner skole, især Nia, hans ven og Aarons kæreste. Han er placeret i den voksne afdeling med et par andre teenagere, fordi teenage afdelingen er under renovering.

## Medvirkende
- Keir Gilchrist som Craig Gilner
- Emma Roberts som Noelle
- Zach Galifianakis som Bobby
- Viola Davis som Dr. Minerva
- Zoë Kravitz som Nia
- Thomas Mann som Aaron Fitzcarraldo
- Aasif Mandvi som Dr. Mahmoud
- Bernard White som Muqtada
- Lauren Graham som Lynn Gilner
- Jim Gaffigan som George Gilner
- Matthew Maher som Humble
- Adrian Martinez som Johnny
- Jeremy Davies som Smitty
- Willian Silvan som Willian
- Mary Birdsong som Bobby's ekskone
- Novella Nelson som Professoren
- Morgan Murphy som Joanie
- Dana DeVestern som Alissa Gilner
- Laverne Cox som transkønnet Patient

## Produktion
I maj 2006 erhvervede Paramount Pictures og MTV Films filmrettighederne til romanen. Anna Boden og Ryan Fleck blev hyret til at tilpasse manuskriptet. Filmen blev senere placeret i turnaround og købt af Focus Features.
Produktionen begyndte i New York den 30. november 2009. Hovedfotograferingen tog omkring seks uger, der sluttede den 2. februar 2010. Scener, der finder sted i den fiktive Executive Pre-Professional High School blev skudt på Poly Prep land Day School i Brooklyn, mens Woodhull Medical Center i Brooklyn stod for Argenon Hospital.
Pr. 13 maj 2010, filmen færdig redigering. Det canadisk indie rockband Broken Social Scene arbejdede på scoren til filmen.

## Eksterne Henvisninger
- It's Kind of a Funny Story på Internet Movie Database (engelsk)
- It's Kind of a Funny Story på Filmdatabasen
- It's Kind of a Funny Story på Scope
- It's Kind of a Funny Story på AlloCiné (fransk)
- It's Kind of a Funny Story på MovieMeter (nederlandsk)
- It's Kind of a Funny Story på AllMovie (engelsk)
- It's Kind of a Funny Story hos American Film Institute (engelsk)
- It's Kind of a Funny Story på Turner Classic Movies (engelsk)
- It's Kind of a Funny Story på The Movie Database (engelsk)
- It's Kind of a Funny Story på Rotten Tomatoes (engelsk)